# Astrophytum caput-medusae
Astrophytum caput-medusae (укр. Астрофітум голова медузи, синонім Digitostigma caput-medusae) — рослина з роду астрофітум родини кактусових. Знайдений 2002 р., віднесений до роду 2003 р. Походить із Мексики, зокрема зі штату Нуево-Леон. Повідомляється, що рослина росте в дикому вигляді лише в одному місці. Цей вид відрізняється від традиційного зіркоподібного фенотипу, притаманного іншим представникам Astrophytum. Рослина характеризується циліндричним зменшеним стеблом з трикутними або циліндричними туберкулами, на яких утворюються жовті квіти з помаранчевими частинами оцвітини. Повідомлялося про розмноження насінням, культурою тканин або за допомогою щеплення. Згідно з МСОП, цей вид знаходиться під загрозою зникнення через обмежений ареал зростання рослини, знищення худобою та надмірний збір диких зразків колекціонерами рослин.

## Зовнішній вигляд

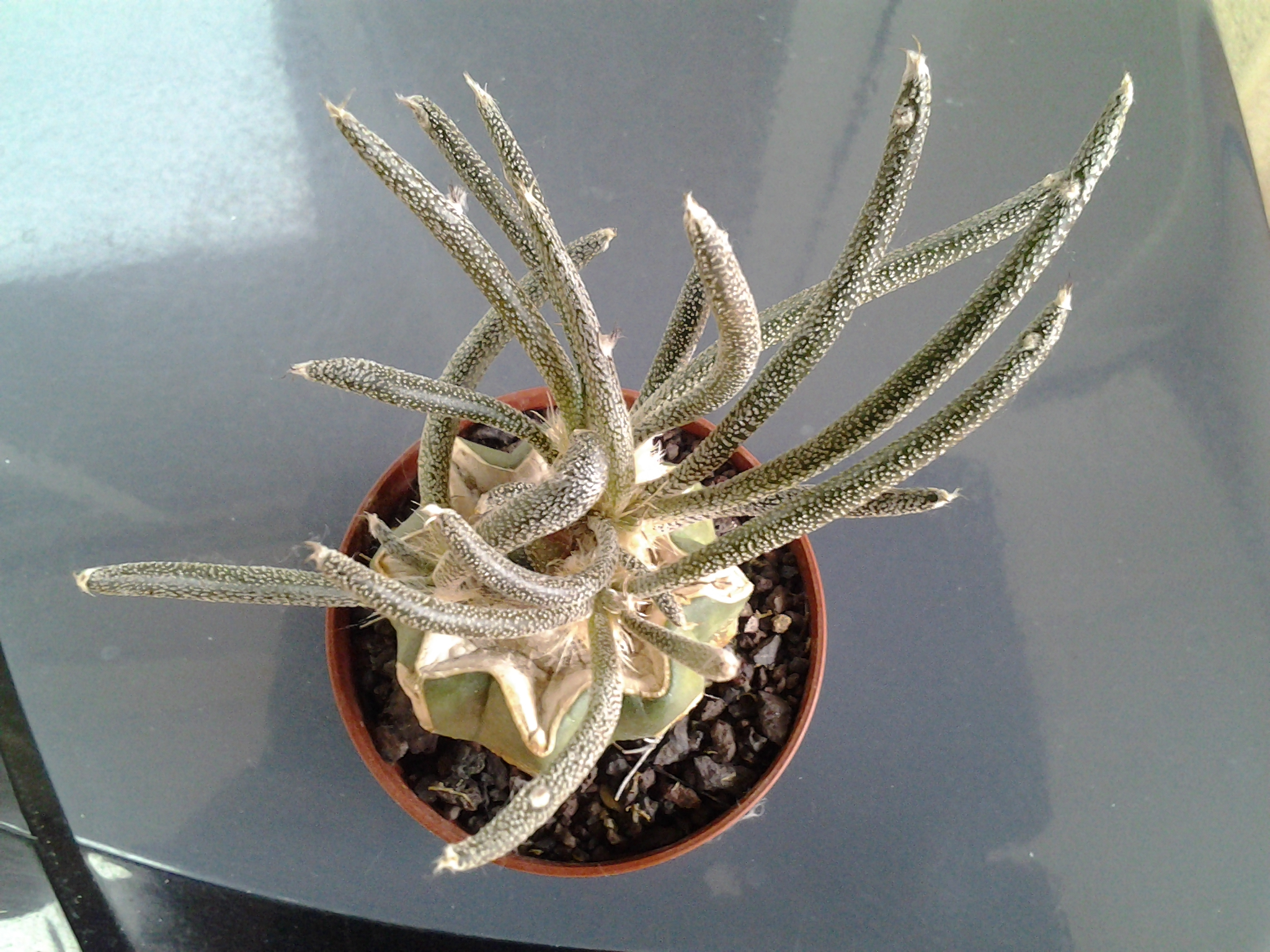
Прищеплений Astrophytum caput-medusae

Рослина складається з видовжених туберкул (довжина до 190 мм, діаметр 2-3 мм), з розташованими на них ареолами. Епідерміс синьо-зелений, вкритий білими цятками, так само як і решта представників роду Астрофітум. Колючки від 1 до 3 у ареолі, 0–4 мм завдовжки. Квіти різних відтінків жовтого, іноді з рожево-червоним центром. Насіння темно-коричневе, до 3 мм завдовжки, човникоподібне.

## Ареал
Astrophytum caput-medusae є ендемічною рослиною Мексики.

## Умови культивування
З різних причин (переважно через сильну дефіцитність) переважно вирощується щепленим на витриваліші кактуси.

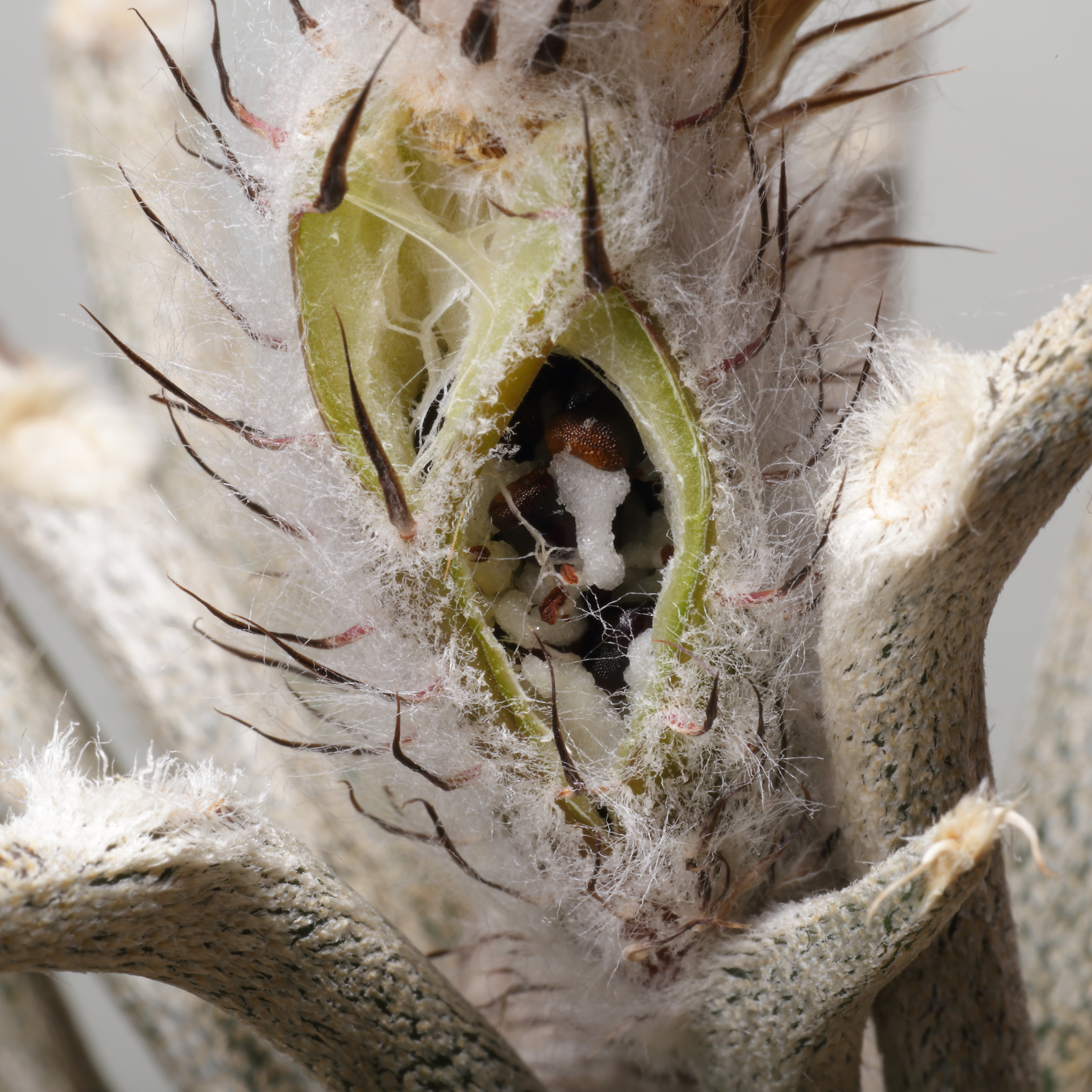
Плід
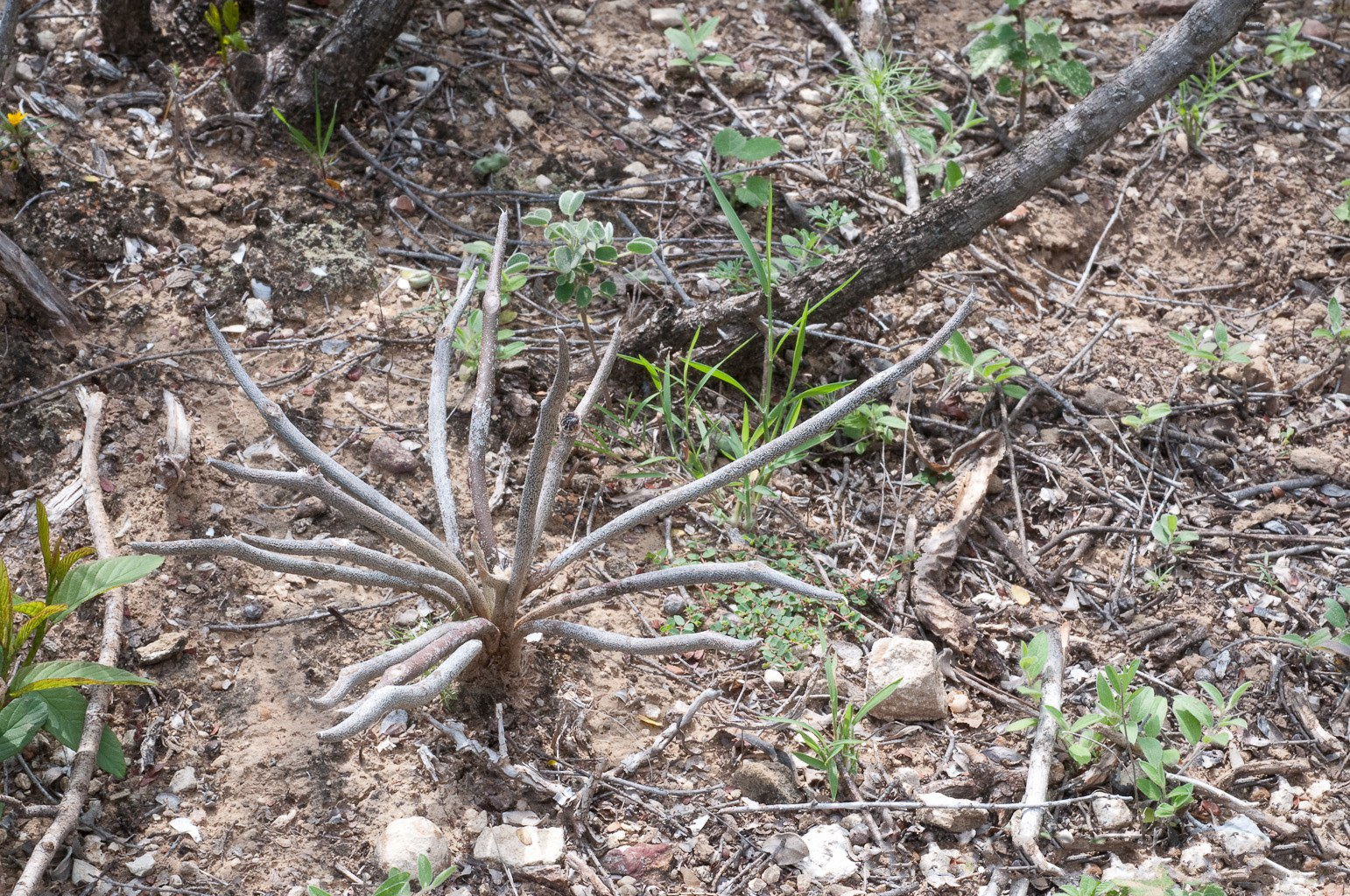
Стебло
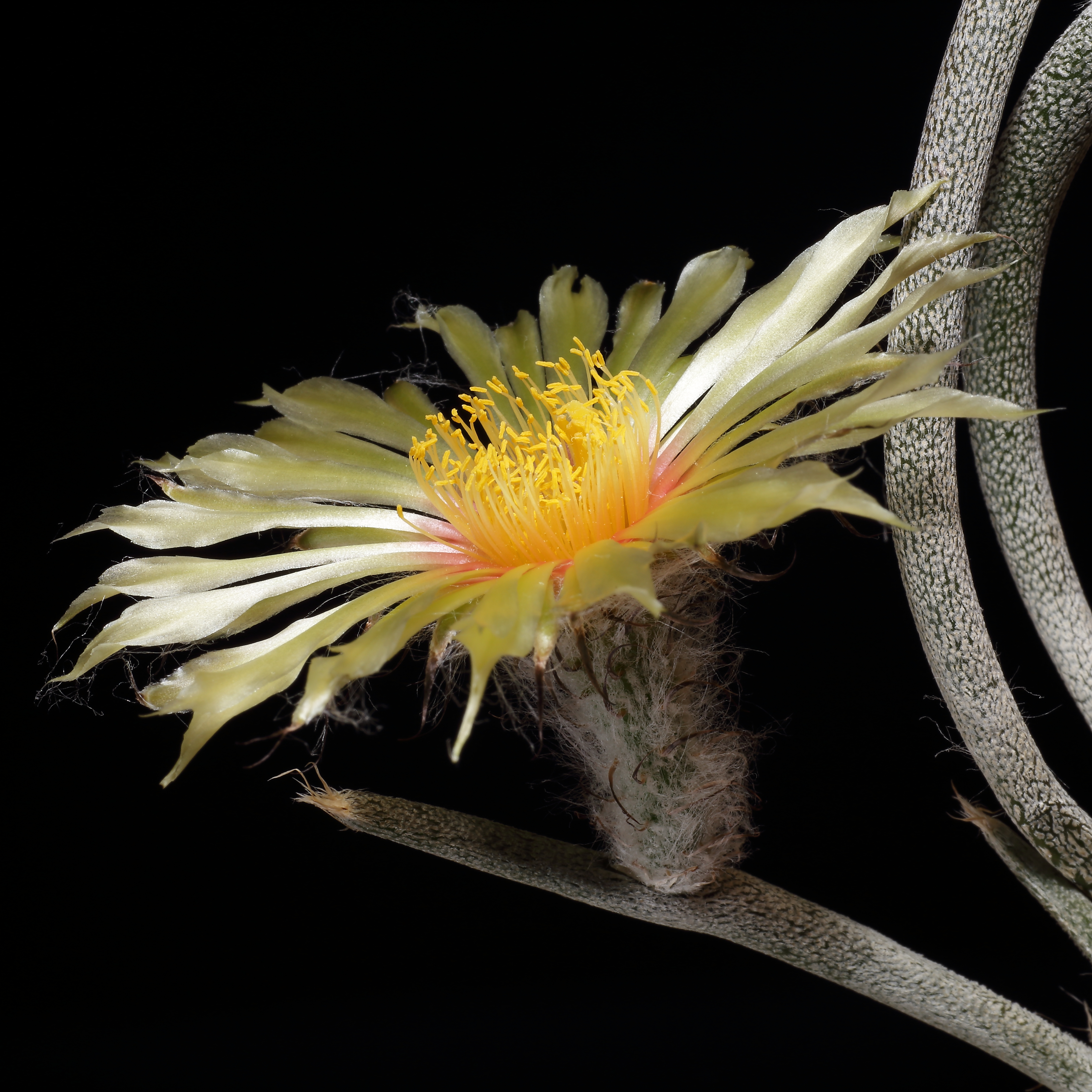
Квітка